# Integrative Spiritualität
Integrative Spiritualität bezeichnet eine Form der Geistlichen Theologie (theologia spiritualis), die in der Tradition der katholischen Kirche steht. Der Begriff spezifiziert die christliche Spiritualität, sowohl der Theorie als auch Praxis nach. Ihre Eigenart liegt darin, dass sie die Fülle der Überlieferung des Christentums, eine konfessionelle Identität und die Offenheit für andere Traditionen miteinander verbindet.
Dabei sind synkretistische Anleihen bei anderen Religionen nicht beabsichtigt. Sie handelt insbesondere vom Glaubensbewusstsein für die Wesensmomente des geistlichen Lebens und wird der christlichen Mystik zugeordnet.

## Theoretischer Hintergrund
Die Grundlage bildet das Neue Testament, insbesondere sind folgende Theologumena zu nennen: Die Weisheitsspekulation (Mt 11,19 , [[Vorlage:Bibel: Angabe für das Buch ungültig!|LK]] 7,35 ; s. Weish 1  und 7,22  bis 8,18), Christus-Logos-Lehre (vgl. Joh 1,1-18 ), johanneischen Ich-bin-Worte (Joh 14,6 ) bzw. Immanenzformeln (Joh 17,21 ), und der christologische Universalismus (Eph 1,4.10 ; Kol 1,16b ). Ferner ist die Tradition des "Gottfindens in allen Dingen" (Einheit von Aktion und Kontemplation) und die Weisung vom spirituellen Paradox ("Haben ohne zu haben") als Integrationsgestalt von besonderer Bedeutung (vgl. Mt 13,12; Kor 7,29). 

Ein wichtiges Lehrelement stellt Augustinus Stufenmodell der "geistlichen Lebensalter" dar (De vera religione XXVI,48); ferner die klassische Drei-Wege-Lehre vom Läuterungs-, Erleuchtung- und Einungsweg (via purgativa, illuminativa et unitiva). Wobei die Einteilung in bestimmte Erfahrungs- bzw. Vollkommenheitsgrade nicht schematisch, sondern als dynamisch-personale abschließbare Entwicklungsdynamik aufgefasst wird. Das heißt: auf in jeder spirituellen Lebensstufe ist der Dreischritt neu zu durchlaufen (linear-zyklischer Reifungsprozess). 

Die Theorie der integrierenden geistlichen Form basiert dabei auf Meister Eckharts Moduslehre geistlichen Lebens (Lehre von der guoten wîse) und wesenhaften Liebe (charitas essentialis). 

Ebenso bedeutsam ist die Weisheit des kontemplativem Gebets (Gottunmittelbarkeit) und der Deutschen Mystik (Seelengrund). Das heutige Konzept der "Integrativen Spiritualität" beruht auf der Theologie der Spiritualität, wie sie etwa Juan G. Arintero OP, Réginald Garrigou-Lagrange OP, Karl Rahner SJ, Friedrich Wulf SJ und Josef Sudbrack SJ entwickelt haben. Entscheidend ist der Dialog mit den Humanwissenschaften, insbesondere der Humanistischen Psychologie, aber auch anderen spirituellen Traditionen. Die Bedeutung von "integrativ" steht theoretisch der Entwicklungspsychologie bzw. Tiefenpsychologie und Gestalttherapie nahe. Grundlegend sind die Konzilsdokumente des Vatikanum II, vor allem die Pastoralkonstitution "Gaudium et spes" und die Erklärung über das Verhältnis der Kirche zu den nichtchristlichen Religionen "Nostra aetate".

## Theologische Grundlagen
Die Prinzip und Kriterium der Integrativen Spiritualität ist der Glaube an Jesus Christus und die Existenzerfahrung des Menschen. Es geht um eine Synthese in der das Eigene des Menschen (Natur) und die mystische Entfaltung des Glaubens (Gnade) eine Einheit bilden. Die Aufgabe ist ein Glaubensbewusstsein, das christozentrisch, individuiert wie pneumatisch ist. Spirituelles Ideal ist die Gottvertrautheit als Ineinander von Beschauung und Tätigsein (in actione contemplativus).
Dieser Grundansatz beruht auf dem Bewusstsein für die mystische Dimension des Glaubenserfahrung. Denn darin wurzeln alle Berufungen und jede Eigenspiritualität. Glaube und Taufe stiften die mystische Einheit in Christus. Jede besondere Ausformung oder Richtung von Spiritualität ist demgegenüber sekundär. Deshalb hat die Mystik im Rahmen der Integrativen Spiritualität auch keinen Sonderstatus. Die mystische Erfahrung wird nicht allein kontemplativen Orden und besonders begnadeten Personen zugeordnet, sondern als bewusste Intensivierung des normalen Gnadenlebens betrachtet.
Die Beschäftigung mit einer bestimmten Partikularfrömmigkeit (benediktinische, franziskanische, dominikanische Formen usf.) oder etwa einzelnen Standesberufungen (Priestertum, Ehe, Rätestand, Laienspiritualität) steht daher nicht im Mittelpunkt des Interesses.
Diese Form der Frömmigkeit kann auch als „Fundamentalspiritualität“ bezeichnet werden, weil sie die Wesensmomente des Christseins nicht isoliert voneinander realisiert (Entfremdung), sondern zur Synthese bringt (Glaubenslebendigkeit). Solch eine Grundhaltung macht aus dieser Perspektive heraus alle partikularen Frömmigkeitsausprägungen überhaupt erst fruchtbar. Dies ist anspruchsvoll, weil sie die Einung mit Gott (Mystik) im Glaubenseinsatz der ganzen Person (Aszese) ohne ein Bauen auf ihre eigenen Mittel erstrebt (Gnade). Zugleich ist sie einfach, da sie unmittelbar im gnadenhaft geschenkten Glaubensakt selbst wurzelt.

## Spirituelle Praxis
Integrative Glaubenspraxis hat den Anspruch, religiöse Einseitigkeit zu vermeiden, in Augen der Vertreter ist das zum Beispiel Überbetonung mystischer Erfahrung, Profanierung der Frömmigkeit, Verlust der kirchlichen Dimension, Relativierung der Offenbarungswahrheit, ichhafter Individualismus, Politisierung des Glaubens, Vernachlässigung geistlicher Übungen, Psychologisierung der Spiritualität, Missachtung der liturgischen Formen, Auflösung konfessioneller Identität, unverbindlicher Synkretismus, Esoterik, Ritualismus. Die Identifikation mit Einzelmomenten des Glaubens sowie mit Parteiungen in der Kirche soll aufgelöst werden.
Das Glaubensbewusstsein soll eine integrative Weite besitzen. Dazu ist etwa Folgendes zu berücksichtigen: Liturgische Bildung, Studium der spirituellen Überlieferung, Unterscheidung der Geister, interreligiöser Dialog, Annehmen der Gottesferne, spirituelle Psychologie, Ernstnehmen der Theodizeefrage, Einsatz für Glaube und Gerechtigkeit, Kunst des personalen Gebets, kontemplative Exerzitienpraxis, alternativer Lebensstil, spirituelle Netzwerke des kirchlichen Lebens und neue Organisationsformen.
Damit wird kein „spiritueller Holismus“ angestrebt. Entscheidend ist, dass die notwendigen Wesensmomente christlicher Spiritualität in zeitgemäßer Form erkannt werden, um sie gemäß der persönlichen Berufung (Charisma) verwirklichen zu können. Die Integration geschieht nicht dadurch, dass möglichst viele Aspekte realisiert werden. Viel wichtiger ist es, sich ihre geistliche Bedeutung für einen lebendigen Glauben bewusst zu machen. Dazu ist keine umfassende Konkretion notwendig, sondern ein Bewusstsein für die Bedeutung dieser Glaubensmomente.
Die Kunst der Integration aus christlicher Sicht liegt darin, die spirituelle Wahrheit des anderen in das Eigene aufzunehmen, ohne sie damit zu vereinnahmen bzw. auszubeuten oder sich selbst an sie zu veräußern. Das gilt umso mehr, da der eigene Glaube im Angesicht des Anderen gelebt werden muss. Entscheidende "Mittel" für die spirituelle Integration ist die Entwicklung eines gesunden Leibbewusstseins (Eutonus) und die Einübung der Kontemplation (personal-objektfreie Meditation).

## Spirituelle Methodik
Wichtiges Mittel zur Entfaltung Integrativer Spiritualität im Leben des Einzelnen und Gruppen sind "Ignatianische Exerzitien" in der modernen Form "Integrativer Exerzitien" bzw. eine integrativ-dialogische Begleitungspraxis (spiritual direction). Dabei werden die für die traditionellen Einzelexerzitien unverzichtbaren und wesenstypischen "Strukturbetrachtungen" (Zwei-Banner-Betrachtung etc.) bzw. das klassische Phasenschema der "Vier Übungswochen" beibehalten. Und zwar wie es im "Exerzitienbuch" des Ignatius von Loyola grundgelegt ist. Alles andere würde den Meditationsübungen ihre ignatianische Prägung, aber auch spirituelle Wirksamkeit nehmen. Diese Vorgehensweise wird zugleich durch Gebetsmethoden der christlichen Mystik (Herzensgebet, Ruhegebet, Centering Prayer usf.) und Methoden der Humanistischen Psychologie, der bewussten Atem- bzw. Leiberfahrung und östliche Meditationsweisen ergänzt. Entscheidend ist die praktisch-spirituelle Synthese von klassischen geistlichen Übungen und deren theologischem Gehalt mit der modernen Psychologie, Anthropologie und Kultur. Das Glaubensbewusstsein muss, wenn es existentiell tragen soll, traditionsgebunden und zeitgemäß sein. Regelmäßige, meditative Einübung nach einer bewährten Methode ist, neben dem Studium geistlicher Quellentexte und spirituellen Austausch, wesentlicher Faktor für die Erfahrung der mystischen Tiefendimension des Glaubens, d. h. der Dynamik des menschlichen Geistes auf Gottunmittelbarkeit hin (unio mystica).
Die theologischen Unterscheidungskriterien liefert dazu die "Integrative Spiritualität", d. h. eine praktische "Unterscheidung der Geister" (discretio spirituum) in Hinblick auf die spirituelle Integrierbarkeit einzelner Methoden. Dies geschieht unter der Zuhilfenahme der Religionswissenschaft, Religionstheologie und christlichen Fundamentaltheologie (theologisch-spirituelle Kriteriologie).